# Brassy (Somme)
Brassy település Franciaországban, Somme megyében. Lakosainak száma 82 fő (2022. január 1.). Brassy Bergicourt, Contre, Courcelles-sous-Thoix, Frémontiers és Sentelie községekkel határos.

## Népesség
A település népességének változása:
| Lakosok száma | 65   | 71   | 74   | 74   | 76   | 79   | 81   | 81   | 82   |
|               | 2013 | 2015 | 2016 | 2017 | 2018 | 2019 | 2020 | 2021 | 2022 |